# 신경섬유종증
신경섬유종증(神經纖維腫症, 영어: neurofibromatosis; NF)이란 종양이 쉽게 발생할 수 있는 상태를 말한다. 임상적 또는 유전적으로 서로 다른 몇가지 질환을 함께 일컫는 말이며 이에는 신경섬유종증 제1형, 신경섬유종증 제2형과 다발성 신경초종 등이 있다.

## 징후
신경섬유종증 제1형은 초기 학습 행동 관련 장애를 일으키게 된다.
환자들은 아래와 같은 징후를 보인다.
- 6개 이상의 갈색 피부 병변 ("카페오레 점")
- 최소 2개의 신경섬유종
- 리쉬 결절
- 척추 측만증

## 원인
신경섬유종증은 우성 유전질환(영어: Autosomal dominant disorder)으로, 양쪽 부모로부터 물려받은 유전자 중 어느 한 쪽이라도 신경섬유종증 유전자를 포함하고 있으면 질환이 발생하게 된다.

## 치료
수술치료가 가능하지만 위험성에 대한 고려가 필요하다. 시신경로 교종의 경우 항암치료로 시작하는 경우가 많다. 소아에서 방사선치료를 하는 경우는 많지 않다. 신경섬유종증 제1형으로 진단받은 소아 환자는 지속적인 검진을 하는 것이 필요하다.

## 관련 사항
SBS TV의 《순간포착 세상에 이런일이》에 소개했던 故 심현희의 생전 당시 신경섬유종증에 걸린 것으로 큰 화젯거리를 낳았지만 이후 SBS와 해피빈 등을 통해 후원하였으며, 모금액수는 당초보다 엄청 많은 7억원까지 모금하게 된 것으로 전해졌던 것으로 나와 있다. 또한 심현희는 섬유종증에 늘 시달려 오다가 2018년 세상을 등진 것으로 보인다.

## 같이 보기
- 청소율
- 비부비동염